# Анархія виробництва
Ана́рхія виробни́цтва — марксистський термін, що описує хаотичність, безплановість суспільного виробництва, характерна особливість капіталістичного господарства. 

## Опис
Анархія виробництва зумовлена приватною власністю на засоби виробництва, суперечністю між суспільним характером виробн. і приватно-капіталістич. формою привласнення. В капіталістич. суспільстві приватні власники засобів виробн. господарюють винятково з метою одержання прибутків, відокремлено один від одного і конкуруючи між собою, без будь-якого загального плану і попереднього врахування потреб суспільства. Виробництво й обмін товарів, розподіл суспільної праці між галузями виробн. здійснюються диспропорціонально під тиском конкуренції і впливом коливань цін на ринку. Хаотичність виробництва і обміну викликає великі втрати в усіх сферах господарства. Анархія виробництва найяскравіше виявляється в кризах надвиробництва (див. економічні кризи).
На думку марксистів Основною причиною анархії виробництва є конфлікт між суспільним характером виробів і приватною формою привласнення. Організація планового виробництва і попередній облік суспільних потреб для найповнішого задоволення їх у межах капіталістичної економіки неможливі. Інструментом керування є стихійний ринковий механізм. Яскравим проявом  анархії виробництва є диспропорція капіталістичного господарства, що призводить до економічних криз. Аанархії виробництва і конкуренція, що супроводжує її, викликають розсіювання товаровиробників, циклічність капіталістичного виробництва, недовикористання робочої сили та виробничих потужностей. В умовах державно-монополістичного капіталізму і капіталістичного регулювання суспільного виробництва виникають нові форми прояву анархії виробництва, такі як поряд з циклічними структурними кризами також поява відставання темпів розвитку окремих галузей порівняно з економічними потребами. Усунення анархії виробництва і створення планової економіки можливе лише з переходом засобів виробництва в власність усього суспільства і ліквідацією капіталістичних виробничих відносин.